# Vilhjalmur Stefansson
Vilhjalmur Stefansson (en islandés: Vilhjálmur Stefánsson, nacido William Stephenson; Arnes, Manitoba, 3 de noviembre de 1879-Hanover, New Hampshire, 26 de agosto de 1962) fue un explorador del Ártico y etnólogo canadiense de ascendencia islandesa. Es recordado por haber dirigido la Expedición Ártica Canadiense 1913-1916 para explorar las regiones al oeste del archipiélago de Parry para el gobierno de Canadá, que realizó importantes descubrimientos, como las islas Brock, Mackenzie King, Borden, Meighen y Lougheed en el grupo Findlay.

## Biografía

### Primeros años
Sus padres habían emigrado de Islandia a Manitoba en 1877. Después de perder a dos hijos durante un período de devastadoras inundaciones, la familia se mudó a Dakota del Norte en 1880.
Fue educado en las universidades de Dakota del Norte y de Iowa (A.B., 1903). Durante sus años universitarios, en 1899, cambió su nombre a Vilhjalmur Stefansson. Estudió antropología en la escuela de posgrado de la Universidad de Harvard, donde durante dos años fue instructor.

### Exploraciones tempranas
En 1904 y 1905, Stefansson realizó investigaciones arqueológicas en Islandia. Reclutado por Ejnar Mikkelsen y Ernest de Koven Leffingwell para su expedición polar angloamericana, vivió con los inuit del delta del río Mackenzie durante el invierno de 1906-1907, regresando solo por la región a través de los ríos Porcupine y Yukon.
Bajo los auspicios del Museo Americano de Historia Natural de, Nueva York, él y R. M. Anderson llevaron a cabo el estudio etnológico de las costas del Ártico central de las costas de América del Norte de 1908 a 1912.
En 1908, Stefansson tomó una decisión que afectaría el resto de su tiempo en Alaska: contrató al guía inuk Natkusiak, quien permanecería con él como su guía principal durante el resto de sus expediciones a Alaska. En el momento en que conoció a Natkusiak, el guía inuk trabajaba para el capitán George B. Leavitt, capitán de un barco ballenero de Massachusetts y amigo de Stefansson, quien a veces le traía provisiones del Museo Americano de Historia Natural.
A Christian Klengenberg se le atribuye haber introducido por primera vez la expresión «esquimal rubio» (Blonde Eskimo) a Stefansson justo antes de la visita de Stefansson a los inuit que habitaban en el suroeste de la isla Victoria, Canadá, en 1910. Stefansson, sin embargo, prefería «inuit de cobre» (Copper Inuit) (aunque ya existía un grupo de personas conocido por ese nombre). Adolphus Greely en 1912 compiló por primera vez los avistamientos registrados en la literatura anterior de nativos árticos rubios y en 1912 los publicó en la National Geographic Magazine en un artículo titulado «El origen del esquimal rubio de Stefansson». Posteriormente, los periódicos popularizaron la expresión «esquimal rubio», que llamó la atención de más lectores a pesar de la preferencia de Stefansson por Copper Inuit. Stefansson más tarde hizo referencia al trabajo de Greely en sus escritos y la expresión «esquimal rubio» se aplicó a avistamientos de inuit rubios desde el siglo XVII.

### Pérdida delKarluky rescate de supervivientes
Stefansson organizó y dirigió la Expedición Ártica Canadiense 1913-1916 para explorar las regiones al oeste del archipiélago de Parry para el gobierno de Canadá. Se emplearon tres barcos, el Karluk, el Mary Sachs y el Alaska.
Stefansson abandonó el barco principal, el Karluk, cuando este quedó atrapado en el hielo en agosto/septiembre de 1913. La explicación de Stefansson fue que él y otros cinco miembros de la expedición se fueron a cazar para proporcionar carne fresca a la tripulación. Sin embargo, William Laird McKinley y otros que se quedaron en el barco sospecharon que Stefansson se fue deliberadamente, anticipando que el barco sería llevado por hielo en movimiento, como de hecho sucedió. El barco, con el capitán Robert Bartlett de la isla de Terranova y otros 24 miembros de la expedición a bordo, se dirigió hacia el oeste con el hielo y finalmente fue aplastado. Se hundió el 11 de enero de 1914. Cuatro de los supervivientes se dirigieron a la isla Herald, pero finalmente murieron allí, posiblemente por envenenamiento por monóxido de carbono, antes de que pudieran ser rescatados. Otras cuatro personas, entre ellos Alistair Mackay que había formado parte de la Expedición Antártica Imperial Británica (1907-1909) de sir Ernest Shackleton intentaron llegar a la isla de Wrangel por su cuenta, pero perecieron. Los miembros restantes de la expedición, bajo el mando del capitán Bartlett, se dirigieron a la isla de Wrangel, donde murieron tres de ellos. Bartlett y su cazador inuk, Kataktovik, cruzaron el hielo marino hasta la costa de Siberia para buscar ayuda. Los sobrevivientes restantes fueron recogidos por la goleta de pesca estadounidense King & Winge y el cúter de los Estados Unidos USRC Bear.
Stefansson reanudó sus exploraciones en trineo sobre el océano Ártico (conocido localmente como el mar de Beaufort), dejando punta Collinson, Alaska en abril de 1914. Un trineo de apoyo dio la vuelta a unos 120 km de la costa, pero él y dos hombres continuaron adelante en trineo, viviendo en gran parte de la caza polar, gracias a su rifle, durante 96 días hasta que su grupo llegó al Mary Sachs en el otoño. Stefansson continuó explorando hasta 1918.

### El fiasco de la isla de Wrangel
En 1921, animó y planeó una expedición de cuatro jóvenes para colonizar la isla de Wrangel al norte de Siberia, donde los once supervivientes de los 22 hombres del Karluk habían vivido de marzo a septiembre de 1914. Stefansson tenía planes para formar una compañía de exploración que estuviera orientada a personas interesadas en recorrer la isla ártica.
Stefansson originalmente quería reclamar la isla de Wrangel para el gobierno canadiense. Sin embargo, debido al peligroso resultado de su viaje inicial a la isla, el gobierno se negó a ayudar con la expedición. Luego quiso reclamar la tierra para Gran Bretaña, pero el gobierno británico rechazó la reclamación cuando fue hecha por los jóvenes de la expedición. El izamiento de la bandera británica en la isla de Wrangel, un reconocido territorio ruso, provocó un incidente internacional.
Los cuatro jóvenes reclutados por Stefansson, los estadounidenses Frederick Maurer, E. Lorne Knight y Milton Galle, y el canadiense Allan Crawford, tenían una experiencia inadecuada y estaban mal equipados para la expedición. Todos murieron en la isla o en un intento por obtener ayuda de Siberia a través del helado mar de Chukchi. La única sobreviviente fue Ada Blackjack, una mujer inuk que los hombres habían contratado en Nome (Alaska) como costurera y que fue llevada con ellos como cocinera, además de Vic, la gata de la expedición. Ada Blackjack se había enseñado a sí misma habilidades de supervivencia y se había preocupado por el último hombre de la isla, E. Lorne Knight, hasta que murió de escorbuto. Blackjack no fue rescatada hasta 1923, después de haber pasado un total de dos años en la isla de Wrangel. Stefansson provocó la ira del público y de las familias de los hombres que perecieron por haber enviado a exploradores jóvenes tan mal equipados a Wrangel. Su reputación se vio gravemente afectada por este desastre, junto con la del Karluk.

### Descubrimientos
Stefansson hizo importantes descubrimientos, tanto de nuevas tierras (como las islas Brock, Mackenzie King, Borden, Meighen y Lougheed) como del borde de la plataforma continental. Sus viajes y éxitos se encuentran entre las maravillas de la exploración del Ártico. Amplió los descubrimientos de Francis Leopold McClintock. Desde abril de 1914 hasta junio de 1915 vivió en el hielo a la deriva. Stefansson continuó sus exploraciones partiendo de la isla Herschel el 23 de agosto de 1915.
El 30 de enero de 1920, The Pioche Record informó que el explorador islandés Vilhjalmur Stefansson había encontrado un escondite perdido de la expedición ártica de McClintock de 1853 en la isla Melville. La ropa y la comida del escondite estaban en excelentes condiciones a pesar de las duras condiciones del Ártico.
En 1921, recibió la Medalla de Oro del Fundador de la Royal Geographical Society por sus exploraciones del Ártico.

### Carrera posterior
Stefansson siguió siendo un explorador conocido durante el resto de su vida. Más adelante, a través de su afiliación con el Dartmouth College (fue Director de Estudios Polares), se convirtió en una figura importante en el establecimiento del Laboratorio de Ingeniería e Investigación de Regiones Frías (Cold Regions Research and Engineering Laboratory, CRREL) del Ejército de EE. UU. en Hanover, New Hampshire. La investigación apoyada por el CRREL, a menudo realizada en invierno en la imponente cumbre del monte Washington, fue clave para desarrollar material y doctrina para apoyar los conflictos alpinos.
Stefansson se unió al Explorers Club en 1908, cuatro años después de su fundación. Más tarde se desempeñó como presidente del club dos veces: 1919-1922 y 1937-1939. Siendo un club exclusivamente masculino, la Junta llamó la atención bajo el gobierno de Stefansson cuando en 1938 presentó una enmienda a sus estatutos que decía: «Se instituirá un Cuadro de Honor de Mujeres al que la Junta Directiva podrá nombrar mujeres de los Estados Unidos y de Canadá en reconocimiento a los logros y escritos notables en el campo de los intereses del Club, principalmente la exploración». Quizás para contentar a los miembros, el artículo agregaba: «El Cuadro de Honor de estas Mujeres estará fuera de la organización del Club, pero corresponderá en dignidad a la Clase Honoraria de miembros (masculinos) dentro de él». Su continuo apoyo a las mujeres en la antropología se demuestra en su mentoría de 1939-1941 de Gitel Steed mientras realizaba una investigación sobre dieta y subsistencia para sus dos volúmenes Lives of the Hunters, a partir de la cual ella comenzó una disertación sobre el tema de cazadores-recolectores.
Mientras vivía en la Ciudad de Nueva York, Stefansson era uno de los clientes habituales de los cafés de Greenwich Village de Romany Marie. Durante los años en que él y la novelista Fannie Hurst tenían una aventura, se conocieron allí cuando él estaba en la ciudad. En 1940, a la edad de 62 años, conoció a Evelyn Schwartz, de 28 años, en Romany Marie's; ella se convirtió en su secretaria y se casaron poco después.
En 1941, se convirtió en el tercer miembro honorario de la «American Polar Society». Se desempeñó como presidente de la History of Science Society [Sociedad de Historia de la Ciencia] de 1945 a 1946.

## Legado
Los documentos personales de Stefansson y la colección de artefactos del Ártico se mantienen y están disponibles para el público en la Biblioteca de Dartmouth College.
Stefansson es citado con frecuencia diciendo que «una aventura es un signo de incompetencia...».
Roald Amundsen declaró que era «el mayor farsante vivo» refiriéndose a su mala gestión de los fiascos de la isla Wrangel.[cita requerida]
El 28 de mayo de 1986, el Servicio Postal de los Estados Unidos emitió un sello postal de 22 centavos en su honor.

## Afiliaciones políticas
En la década de 1930, se crearon movimientos prosoviéticos en los EE. UU. cuyo objetivo principal era brindar apoyo al proyecto soviético de establecer una república socialista judía en la región de Birobidzhan, en el Lejano Este de la Unión Soviética. Una de las organizaciones prominentes en esta campaña fue el Comité Americano para el Asentamiento de Judíos en Birobidjan (o Ambijan) formado en 1934. Un incansable defensor del asentamiento en Birobidzhan, Stefansson apareció en innumerables reuniones, cenas y mítines en Ambijan, y demostró ser un recurso inestimable para el grupo. Ambijan produjo Year Book de 50 páginas a finales de 1936, lleno de testimonios y cartas de apoyo. Entre ellos se encontraba uno de Stefansson, que ahora también figuraba como miembro de la Junta de Directores y Gobernadores de Ambijan: «Me parece que el proyecto Birobidjan ofrece una contribución muy estadista al problema de la rehabilitación de los judíos de Europa central y oriental» escribió.
La conferencia nacional de Ambijan en Nueva York del 25 al 26 de noviembre de 1944 se comprometió a recaudar $ 1 millón para apoyar a los refugiados en Stalingrado y Birobidzhan. Entre los invitados y oradores destacados se encontraban el representante de Nueva York, Emanuel Celler, el senador Elbert D. Thomas de Utah y el embajador soviético Andrei Gromyko. Vilhjalmur y su esposa Evelyn Stefansson ofrecieron una cena pública a la que asistieron los delegados y sus invitados. Vilhjalmur fue seleccionado como uno de los dos vicepresidentes de la organización.
Sin embargo, con el creciente sentimiento antisoviético en el país después de la Segunda Guerra Mundial, las «revelaciones» sobre Stefansson comenzaron a aparecer en la prensa. En agosto de 1951, fue denunciado como comunista ante un subcomité del Senado de Seguridad Interna por Louis F. Budenz, una excomunista reconvertida a católica. Es posible que el propio Stefansson para entonces haya tenido algunas dudas sobre Ambijan, ya que su autobiografía publicada póstumamente no hace ninguna mención del trabajo en su nombre. Lo mismo puede decirse de su obituario por lo demás muy completo en The New York Times del 27 de agosto de 1962.

## Obras

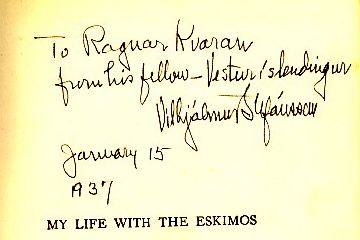
Inscription

Vilhjalmur Stefansson publicó varios libros (ninguno traducido al español) con sus experiencias:
- 1912: My Life with the Eskimo; The Macmillan Company, New York.
- 1914: Stefánsson-Anderson Expedition, 1909–12; Anthropological Papers, AMNH, vol. XIV., New York.
- 1921: The Friendly Arctic; The Macmillan Company, New York.
- 1927: The Standardization of Error; W. W. Norton & Company, Inc., New York.
- 1938: Unsolved Mysteries of the Arctic; The Macmillan Company, New York.
- 1946: Not by Bread Alone; The Macmillan Company, New York.
- 1956: The Fat of the Land; The Macmillan Company, New York.
- 1960: Cancer: Disease of civilization? An anthropological and historical study; Hill and Wang, Inc., New York.
- 1964: Discovery – the autobiography of Vilhjalmur Stefansson; McGraw-Hill Book Company, New York.

También fue editor de:
- Great Adventures and Explorations; The Dial Press, 1947 (Vilhjalmur Stefansson, ed.).